# كويكب نوع-A

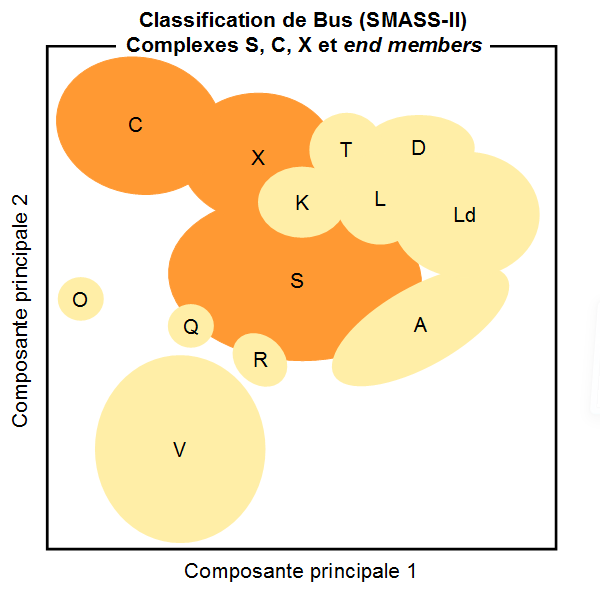
حزم الكويكبات

الكويكب من النوع آي أو (A-type asteroid) هو من الأنواع محدودة الكمية المتواجدة في المجموعة الداخلية لحزام الكويكبات , وهو ما يحتوي على واحد مايكروميتر من معدن الألوفين وطيف محمر من 0.7 مايكروميتر , يعتقد أنها أتت من دثار مختلف تماماً عن مصدر باقي الكويكبات.
النوع آي من الأنواع شديدة الندرة حيث حتى العام 2015 لم يرصد منها سوى 17 كويكب فقط.

## هيئة الكويكب
من خلال الرصد عبر الأشعة تحت الحمراء يظهر أن لون الكويكب محمر على بياض متوسط يبلغ 0.13 حتى 0.35 , وتقترح الأرصاد التي أجريت عليه أنه أيضاً غني بالمعدن أوليفين , أمثلة مثل الكويكب أسبورينا 246 (Asporina 246) ذو القطر 70 كيلومتر , وكذلك الكويكب إيتيرنوتاس 446 (Aeternotas 446) ذو القطر 52 كيلو متر , كانت من أوائل الاكتشافات لهذا النوع من الكويكبات.